# Hernán Carvallo
Hernán Carvallo (19 de agosto de 1922 - 24 de março de 2011) foi um futebolista chileno. Ele competiu na Copa do Mundo FIFA de 1950, sediada no Brasil.